# Great Barton
Great Barton est un village et une paroisse civile du Suffolk, en Angleterre.